# Абд Рабо Мансур ел Хади
Фелдмаршал Абд Рабо Мансур ел Хади (арап. عبد ربه منصور الهادي; Абјан, 1. септембар 1945) јеменски је политичар који је служио као потпредседник Јемена од 3. октобра 1994. године. Од 4. јуна до 23. септембра 2011. служио је као в. д. председника Јемена док се Али Абдулах Салих лечио у Саудијској Арабији од рана задобивених у нападу на председничку палату током устанка.
Дана 23. новембра, Ел Хади је поновно постао в. д. након што је Салих одустао од власти у замену за имунитет од кривичног прогона. Дана 21. фебруара 2012. одржани су избори на којима је Ел Хади био једини кандидат и на којима је формално изабран за председника. На дужност је ступио 25. фебруара 2012. године.
Дана 25. марта 2015. године, Хади је побегао из Јемена у чамцу, када су снаге Хута напредовале ка Адену. Стигао је у Ријад следећег дана када је Саудијска Арабија почела кампању бомбардовања у прилог његовој влади.